# 데이라 아일랜드

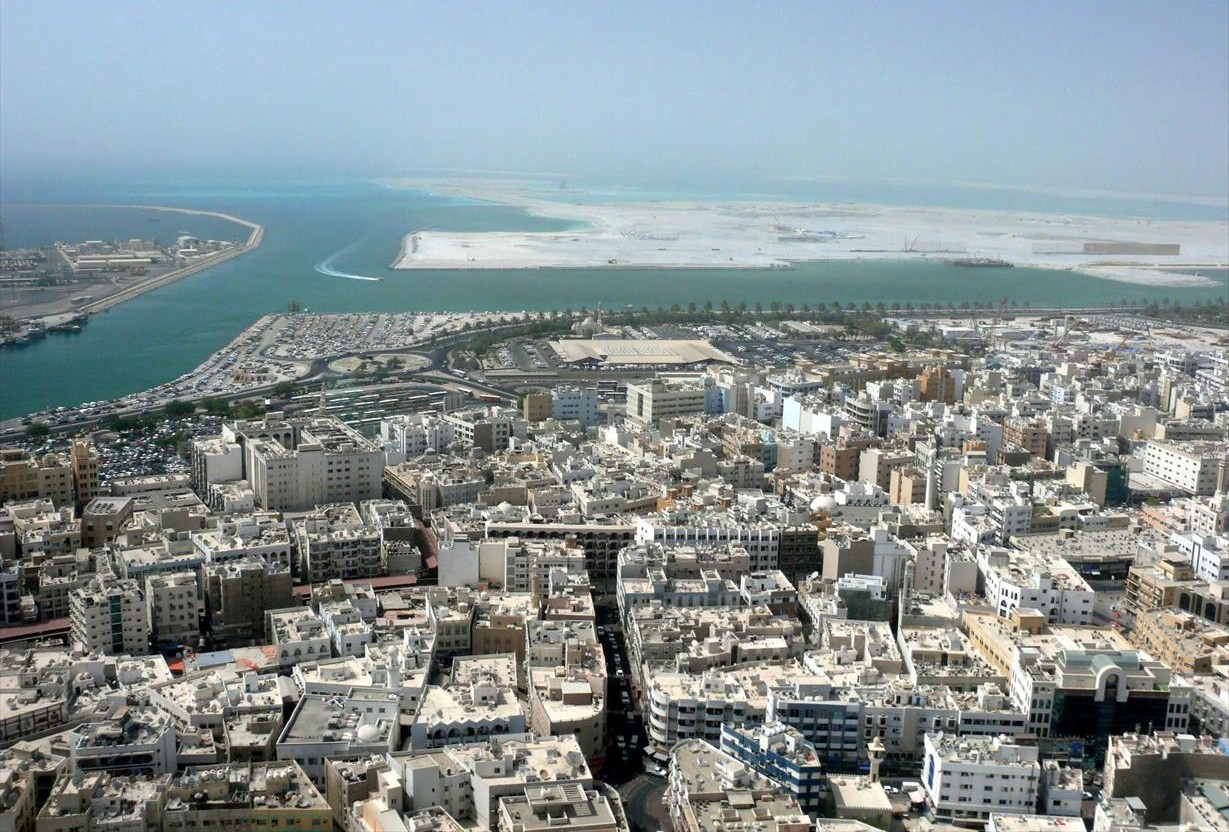
2008년에 5월 데이라 아일랜드

데이라 아일랜드(아랍어: نخلة ديرة, 영어: Deira Island)는 아랍에미리트 두바이에 있는 팜 아일랜드의 섬 중 하나이다.

## 같이 보기
- 더 월드